# Кей, Эрнст Аксель Генрик
Э́рнст А́ксель Ге́нрик Ке́й (швед. Ernst Axel Henrik Key; 25 октября 1832 — 27 декабря 1901) — шведский врач и патологоанатом.

## Биография
Эрнст Аксель Генрик Кей учился в Лунде; в 1862 году стал доктором медицины. В 1862 был назначен профессором Каролинского института в Стокгольме, с 1886 по 1897 был его ректором.
С основания в 1862 «Nordiskt Medicinskt Arkiv» Кей был его главным редактором.
Некоторые работы:
- «Om aortaanevrismers ăterverkan pă hjertat» («Nord. med. Arkiv», 1862);
- «Om det korrosiva magsărets uppkomst» («Hygiea», 1870);
- «Experimentelle Untersuchung über die Entzündung der Hornhaut» (совместно с Валлисом, «Virchow’s Archiv», 1872);
- «Låroverkskomitens betänkande. III Bilaga E till läroverkrskomitens utiălante och törslag» (Стокгольм, 1885).